# Messerschmitt Me 209-II
El Messerschmitt Me 209-II fue una propuesta para actualizar al famoso Bf 109 que sirvió como el principal avión de combate de la Luftwaffe durante la Segunda Guerra Mundial. El Me 209-II, a pesar de su designación, no guardaba ninguna relación con el anterior Me 209. El número de fuselaje 8-209 del RLM fue asignado a Messerschmitt, para su par de células Me 209 con la designación posterior a julio de 1938, que se utilizaron para dos proyectos durante la década de 1930 y principios de la década de 1940. El primer Me 209 era un avión monomotor diseñado para lograr una marca de velocidad al que se prestó poca atención para adaptarlo al combate.

## Diseño y desarrollo
El segundo proyecto del Me 209 surgió en 1943, cuando Willy Messerschmitt propuso una versión muy modificada de su gran éxito, el Bf 109. Este Me 209-II competiría con los cazas de altas prestaciones Fw 190 D-9 y 152 de la Focke-Wulf. Al igual que estas versiones mejoradas de Kurt Tank, el nuevo Me 209-II compartía la mayor parte de su fuselaje con un modelo probado, en este caso el Me 109G. Esto marcó un punto de partida el fracaso del Me 209-II y luego del Me 309. 
Por desgracia para el equipo de diseño, el motor propuesto para el Me 209-II, el DB 603A, estaba disponible en pequeñas cantidades, y se vieron obligados a utilizar el motor Jumo 213A de la firma Junkers Motorenwerke. Aunque el Jumo 213 de 35 litros de cilindrada había sido diseñado deliberadamente para tener la mayor cantidad posible de puntos de acceso al motor idénticos a los del motor DB 603 de 44,52 litros (el motor aeronáutico en V12 invertida alemán de cilindrada más grande), requería rediseñar la cubierta del motor y el sistema de refrigeración. El cambio más notable fue la reubicación de la toma de aire, ya que la toma del sobrealimentador del Jumo 213 estaba ubicada en el costado de estribor del motor (como estándar para todos los modelos del anterior Junkers Jumo 211 en V12 invertida), mientras que el DB 603 lo tenía ubicado a babor, el estándar para todos los diseños de motor V12 invertida de Daimler-Benz. El Me 209-II incluyó una nueva sección de la cola, tren de aterrizaje de trocha ancha, una cola más alta y un radiador anular para el motor en línea, lo que le daba un aspecto similar al de un motor radial, y muy parecida al Focke-Wulf Fw 190D, que utiliza el mismo motor Jumo 213. Estas modificaciones perjudicaron el propósito original, que era construir un avión superior lo más parecido posible al existente Bf 109G.
El Me 209-II V5 montaba un motorkanone MK 108 de 30 mm sobre el motor más dos ametralladoras MG 131 de 13 mm en las raíces del ala. El V6 fue la primera versión convertida para usar el motor Jumo 213 y tenía cañones de 20 mm MG 151/20 en lugar de los MG 131. El Me 209H V1 era una variante de gran altura con las alas extendidas y motor DB 603.

## Prueba
A pesar de esta proliferación de modificaciones, el programa tuvo un final rápido cuando el prototipo Me 209 V5 voló por primera vez a finales de 1944. Era 50 km/h más lento que el Fw 190D y no ofreció ninguna mejora en las características de manejo. Después de su decepcionante espectáculo, el Me 209-II fue cancelado y con él terminó el último intento de Messerschmitt para construir un caza de alto rendimiento con motor de pistones.

## Especificaciones (Me 209 V5)

### Características generales
- Tripulación: 1 piloto
- Longitud: 9,74 m
- Envergadura: 10,95 m
- Altura: 4 m
- Superficie alar: 17,2 m²
- Peso vacío: 3.339 kg
- Peso cargado: 4.085 kg

### Rendimiento
- Velocidad máxima operativa (Vno): 678 kmh
- Alcance: km
- Radio de acción: km
- Alcance en combate: km
- Alcance en ferry: km
- Techo de vuelo: 11.000 m
- Carga alar: 238 kg / m²

### Armamento
- 1 × 30 mm MK 108
- 2 × 13 mm MG 131